# Peace Sells... but Who's Buying?
Albums de Megadeth
Killing Is My Business... and Business Is Good!
(1985) So Far, So Good... So What!
(1988)
Singles
1. Wake Up Dead
Sortie : novembre 1986
2. Peace Sells
Sortie : décembre 1986

Peace Sells... but Who's Buying? est le deuxième album studio du groupe de Thrash metal Megadeth. Il est sorti le novembre 1986 sur le label Capitol Records et a été produit par Dave Mustaine, Randy Burns et Andy Somers.

## Historique
Cet album fut enregistré entre le 15 février 1986 et le 20 mars 1986 dans différent studios de Los Angeles.
Il est répertorié dans la liste des 1001 albums à écouter avant de mourir et est hautement considéré comme un classique du thrash metal. 
Il se classa à la 76e position au Billboard 200 le 29 novembre 1986 et restera classé 47 semaines dans les charts. Il sera certifié disque d'or aux États-Unis en 1988 et disque de platine en 1992.
L'album marque la dernière collaboration avec le batteur Gar Samuelson et avec le guitariste Chris Poland, qui reviendra pour enregistrer plusieurs solos de guitare sur l'album The System Has Failed.

## Informations
- I Ain't Superstitious est une reprise de Willie Dixon, l'auteur-compositeur, producteur et bassiste de blues noir américain.
- La chanson Peace Sells apparait dans le jeu vidéo Grand Theft Auto: Vice City et dans Rock Band 2 (incluse dans le jeu) .
- La chanson Good Mourning / Black Friday est téléchargeable dans le jeu vidéo Rock Band.
- Toutes les chansons de cet album sont téléchargeables dans le jeu vidéo Rock Band 2
- La chanson Peace sells est jouable sur le jeu Rocksmith 2014 (DLC).

## Liste des titres
Toutes les pistes par Dave Mustaine, sauf indication.

### Version originale
Vinyle – Capitol Records (ST-12526,  États-Unis)
| 1. | Wake Up Dead   | 3:37 |
| 2. | The Conjuring  | 5:00 |
| 3. | Peace Sells    | 4:05 |
| 4. | Devil's Island | 5:02 |

| 5. | Good Mourning / Black Friday         | 6:39 |
| 6. | Bad Omen                             | 4:03 |
| 7. | I Ain't Superstitious (Willie Dixon) | 2:42 |
| 8. | My Last Words                        | 4:44 |

### Version remixée et remastérisée parue en 2004
CD – Capitol Records (7243 5 98624 2 2 ,  États-Unis)
| No | Titre                        | Durée |
| -- | ---------------------------- | ----- |
| 1. | Wake Up Dead                 | 3:37  |
| 2. | The Conjuring                | 5:02  |
| 3. | Peace Sells                  | 4:02  |
| 4. | Devils Island                | 5:05  |
| 5. | Good Mourning / Black Friday | 6:39  |
| 6. | Bad Omen                     | 4:03  |

| No  | Titre                                          | Durée |
| --- | ---------------------------------------------- | ----- |
| 7.  | I Ain't Superstitious (Willie Dixon)           | 2:45  |
| 8.  | My Last Words                                  | 4:55  |
| 9.  | Wake Up Dead (Randy Burns Mix)                 | 3:40  |
| 10. | The Conjuring (Randy Burns Mix)                | 5:01  |
| 11. | Peace Sells (Randy Burns Mix)                  | 4:00  |
| 12. | Good Mourning / Black Friday (Randy Burns Mix) | 6:39  |

## Composition du groupe
- Dave Mustaine - chants, guitare solo, guitare rythmique
- David Ellefson - basse, chœurs
- Chris Poland - guitare solo, guitare rythmique
- Gar Samuelson - batterie

Voix supplémentaires
- Pistes 1,4 & 9 - Dave Mustaine, David Ellefson, Mike Anderson, Paul Sudin.
- Pistes 5,8 & 12 - Dave Mustaine, Casey McMackin, Randy Burns

## Charts & certifications
Charts album
| Pays       | Durée du classement | Meilleur classement |
| ---------- | ------------------- | ------------------- |
| États-Unis | 47 semaines         | 76e                 |

Certifications
| Pays        | Certification | Ventes      | Date       |
| ----------- | ------------- | ----------- | ---------- |
| Canada      | Platine       | 100 000 +   | 22/03/2001 |
| États-Unis  | Platine       | 1 000 000 + | 11/11/1992 |
| Royaume-Uni | Argent        | 60 000 +    | 22/07/2013 |

Charts single
| Année | Single         | Chart            | Durée du classement | Position |
| ----- | -------------- | ---------------- | ------------------- | -------- |
| 1987  | "Wake Up Dead" | UK Singles Chart | 4 semaines          | 65e      |